# Pedro Aihara
Pedro Doshikazu Pianchão Aihara (Belo Horizonte, 16 de fevereiro de 1993) é deputado federal eleito por Minas Gerais, filiado ao Partido Renovação Democrática (PRD). É bombeiro militar, professor, palestrante e político brasileiro.

## Biografia
Nasceu em Belo Horizonte em 16 de fevereiro de 1993.
Aos dezoito anos, ingressou no Corpo de Bombeiros Militar do Estado de Minas Gerais. É formado em Direito pela Universidade Federal de Minas Gerais, especialista em Gestão de Projetos pela Universidade de São Paulo e em Gestão de Desastres pela Universidade de Yamaguchi e também em ciências militares, com ênfase em gestão e prevenção de catástrofes, pelo Corpo de Bombeiros. É mestre em Direitos Humanos pela UFMG.
Tornou-se conhecido por ser o porta-voz dos bombeiros durante o rompimento de barragem em Brumadinho em 2019, o que lhe deu visibilidade no país, dando informações à imprensa sobre a tragédia.

## Carreira política
Candidatou-se ao cargo de Deputado Federal nas eleições de 2022, vencendo com 89 404 votos.
Aihara tem se envolvido em questões relacionadas à prevenção de desastres, refletindo sua experiência prévia no Corpo de Bombeiros. Sua atuação parlamentar é marcada pela defesa dos direitos humanos, segurança pública e gestão de crises, áreas nas quais possui vasta experiência e conhecimento.
1. ↑  «Quem sou eu». Deputado Federal | Pedro Aihara. Consultado em 2 de janeiro de 2025
2. ↑  «PEDRO AIHARA». Divulgação de Candidaturas e Contas Eleitorais. Consultado em 14 de Outubro de 2022
3. ↑  Brumadinho, Equipe de reportagem em (28 de janeiro de 2019). «Conheça Pedro Aihara, o jovem porta-voz dos bombeiros em Brumadinho | O TEMPO». www.otempo.com.br. Consultado em 12 de outubro de 2022
4. ↑  «Palestrante Pedro Aihara | Motivação e Superação». DMT Palestras. Consultado em 12 de outubro de 2022
5. ↑  Minas, Estado de; Minas, Estado de (28 de janeiro de 2019). «Conheça o tenente Pedro Aihara, jovem porta-voz dos bombeiros de Minas Gerais». Estado de Minas. Consultado em 12 de outubro de 2022
6. ↑  Minas, Estado de; Minas, Estado de (4 de outubro de 2022). «Ex-porta voz dos Bombeiros de Minas, Pedro Aihara é eleito deputado federal». Estado de Minas. Consultado em 12 de outubro de 2022

## Comissões
Desde o início de seu mandato em fevereiro de 2023, tem se destacado por sua atuação em diversas comissões na Câmara dos Deputados.
Atualmente, é membro titular da Comissão de Constituição e Justiça e de Cidadania, da Comissão de Defesa dos Direitos da Pessoa Idosa, da Comissão Externa sobre Acidente de Avião da VOEPASS Linhas Aéreas - Voo 2283 - ATR-72 e da Comissão Especial sobre Direito Digital. Além disso, atua como suplente na Comissão Especial sobre Prevenção e Auxílio a Desastres e Calamidades Naturais.